# Quest for Camelot
Quest for Camelot (br: A Espada Mágica - A Lenda de Camelot / pt: A Espada Mágica) é um filme de animação da Warner Bros. Animation, lançando em 1998. O filme é sobre uma garota, Kayley, que quer ser uma cavaleira da Távola Redonda, tal como o seu pai, e sobre um rapaz cego, Garret, que apenas quer que o deixem em paz, e a procura pela Espada mágica, Excalibur.

## Sinopse
O pai da Kayley, Sir Lionel, é um dos cavaleiros da Távola Redonda. Kayley quer ser uma cavaleira como o pai. Tragicamente, Sir Lionel é assassinado pelo ganancioso Sir Ruber, que quer mais terra que todos os outros na cerimónia de divisão. Quando vê o seu desejo negado, ataca o Rei Artur, mas Lionel protege o rei e é morto.
Dez anos depois, o Griffin de Ruber ataca Camelot e rouba a espada Excalibur. O falcão de Merlin, ataca o Griffin, fazendo assim a espada perder-se na floresta negra. Uma tromba soa por todo reino, para dar conhecimento que a espada foi roubada. Entretanto, Ruber vai a casa da Kayley, com os seus soldados e torna todos reféns e rouba o gado e usa um líquido malicioso para tornar os seus soldados em "super soldados" e mistura algumas peças de gado (galinhas) com armas (machados, espadas). Kayley consegue escapar, mas a sua mãe não. Antes de fugir, Kayley ouve uma conversa entre o Ruber e o Griffin, na qual Griffin diz que perdeu a espada na floresta, Kayley foge em busca da espada.
Enquanto procura a espada no interior da Floresta proibida, conhece Garret, um jovem eremita cego, e Ayden, o falcão de Merlin, que ficou com Garret, enquanto procurava a espada. Vão os dois a procura da espada, mas são perseguidos por Ruber e os seus soldados. Enquanto procuram a espada, entram no Reino dos Dragões, onde conhecem Devon e Cornwall, um dragão de duas cabeças que não consegue voar, nem cuspir fogo e que tem o desejo de se separarem. Devon e Cornwall decidem juntar-se ao grupo em busca da espada mágica.
Mais tarde, descobrem que a espada não está onde o Griffin a largou. Kayley começa a ralhar consigo mesma, e Garret, apesar de-lhe dizer para se calar, não consegue ouvir Ruber e os seus soldados a chegarem, e é atingido por uma seta. Entram depois numa gruta, onde vive um gigante de pedra, que tem a Excalibur, e usa-a como palito. Quando estão a chegar a Camelot, Kayley diz para Garret ir com ela, mas ele recusa e continua o seu caminho sozinho. Depois de seguir caminho, Ruber rouba a Espada, e "cola-a" no seu braço direito. Devon e Cornwal, que assistem a isso, vão contar a Garret e vão todos salvar a Kayley. Conseguido então trabalharem em junto pela primeira vez, conseguem cuspir fogo e voar. Depois de uma batalha em Camelot, Ruber morre. Kayley e Garret casam e são nomeados Cavaleiros da Tábua Redonda.

## Personagens
- Kayley (Jessalyn Gilsig, canções Andrea Corr) - A rapariga que se torna cavaleira da tábua redonda. Nasceu no dia em que o rei Artur tirou a espada Excalibur da Pedra.
- Garrett (Cary Elwes, canções Bryan White) - Ele ficou cego depois de um incêndio nos estábulos, e o pai de Kayley foi o único que acreditou nele. Depois da morte do Sir Lionel, foi viver para a Floresta Proibida, afastando-se da sociedade. Quando conhece a Kayley e o dragão de duas cabeças aprende a confiar nos outros.
- Ayden (Frank Welker) - Falcão de estimação de Merlin com asas prateadas, ele trabalhou com o Garret e Kayley na procura da Excalibur.
- Griffin (Bronson Pinchot) - O grifo de estimação de Ruber. Apesar de ser temido pelos outros humanos, Ruber trata-o muito mal .
- Sir Lionel (Gabriel Byrne) - Pai de Kayley, foi assassinado por Ruber, na cerimónia de divisão, a tentar proteger o rei Artur. Era o cavaleiro de maior confiança do Rei
- Juliana (Jane Seymour, canções Céline Dion) - Mãe da Kayley e mulher do Sir Lionel.
- Sir Ruber (Gary Oldman) - Ex-cavaleiro da tábua redonda, extremamente ganancioso e deseja o poder do rei e a sua espada.
- Devon & Cornwall (Don Rickles como Cornwall e Eric Idle como Devon) - Um dragão de duas cabeças, não conseguem voar ou cuspir fogo, mas quando Kayley precisa mais que tudo, eles descobrem que conseguem fazer tudo se trabalharem juntos.
- Bladebeak (Jaleel White) - Uma mistura de galinha e machado, começa por pertencer aos soldados de Ruber, mas no final muda de lado.
- Rei Artur (Pierce Brosnan, canções Steve Perry) - Rei de Inglaterra, Artur conseguiu tirar a espada Excalibur da Pedra.
- Merlin (John Gielgud) - O feiticeiro que envia o Falcão com asas de prata em busca da espada.